# Roberts Memorial Park
Roberts Memorial Park är en park i Kanada.   Den ligger i Regional District of Nanaimo och provinsen British Columbia, i den sydvästra delen av landet, 3 600 km väster om huvudstaden Ottawa. Roberts Memorial Park ligger 34 meter över havet.
Terrängen runt Roberts Memorial Park är huvudsakligen platt, men åt sydväst är den kuperad. Havet är nära Roberts Memorial Park åt nordost. Närmaste större samhälle är Nanaimo, 16,6 km nordväst om Roberts Memorial Park. 